# Ljutaje
Ljutaje (Servisch cyrillisch Љутаје) is een plaats in de Servische gemeente Sjenica. De plaats telt 88 inwoners (2002).